# Kerry Dixon
Kerry Michael Dixon (Luton, 24 luglio 1961) è un ex calciatore e allenatore di calcio inglese, di ruolo attaccante.

## Carriera

### Giocatore
Kerry fece il suo esordio in un campionato ufficiale con la maglia del Reading, al quale fu ceduto dal Dunstable per 20.000 sterline. Nel club, che militava nella Terza Divisione inglese, segnò 51 gol in 116 presenze, di cui 4 nella sconfitta per 7-5 contro il Docaster Rovers.
Nell'agosto 1983 Dixon si trasferì dal Reading al Chelsea di John Neal per 150.000 sterline, con una clausola rescissoria di ben 25.000 sterline, cifra importante per l'epoca. L'impatto del giocatore fu immediato: segnò la sua prima rete già al debutto contro il Derby County, totalizzando a fine stagione un totale di 34 reti, di cui 28 in campionato (tra le quali una tripletta al Leeds United, battuto per 5-0 nella gara che sancì la promozione), consentendo così alla squadra di vincere la Second Division e tornare nella massima serie dopo un'assenza di cinque anni. L'anno successivo, al debutto in First Division, divenne capocannoniere del campionato con 24 gol, insieme a Gary Lineker, e il Chelsea si piazzò sesto. In una partita di Carling Cup contro il Sunderland riuscì a mettere a segno addirittura 8 gol.
A causa di vari problemi muscolari durante la stagione 1985-1986 non riuscì a dare il meglio di sé, ma, nonostante ciò, la squadra riuscì comunque a ottenere nuovamente il sesto posto. Per una serie di circostanze sfortunate, tra le quali i frequenti infortuni di Dixon, l'anno seguente il Chelsea retrocesse in Second Division, per poi tornare nella massima serie nel 1988-1989: in quella stagione l'attaccante dei Blues tornò ad essere quello dei vecchi tempi, con ben 25 reti all'attivo. Dixon confermò la ritrovata forma anche nella stagione successiva, con 26 gol segnati di cui 20 in campionato, grazie ai quali il Chelsea si piazzò al quinto posto.
Con 193 reti segnate con la maglia del Chelsea, Dixon occupa tuttora la terza posizione nella classifica dei migliori marcatori di sempre del club, superato solo da Bobby Tambling e Frank Lampard.
Nel 1992 Dixon venne ceduto al Southampton per 575.000 sterline, totalizzando però solo 9 presenze e 2 gol; già nel febbraio 1993 abbandonò la nuova squadra per unirsi a quella della sua città natale, il Luton Town, con la quale segnò complessivamente 20 volte in 88 partite. Nel marzo 1995 finì al Millwall per la modica cifra di 5.000 sterline: dopo 9 gol in 31 match disputati abbandonò pure quest'altra formazione per indossare la maglia del Watford, con il quale totalizzò 11 presenze senza segnare nemmeno una volta.

### Giocatore-allenatore
Ormai a fine carriera, nel 1996 Dixon accettò l'incarico di allenatore-giocatore del Doncaster Rovers, squadra di Third Division in gravi difficoltà economiche. In campo totalizzò complessivamente 16 presenze e 3 reti: sfortunatamente, i risultati da lui ottenuti furono reputati insoddisfacenti, e venne esonerato nell'agosto 1997.

### Allenatore
Dopo la sua prima esperienza su una panchina, nel 2003 Dixon divenne allenatore dell'Hitchin Town, ancora una volta senza buoni risultati. Infine, divenne per un breve periodo allenatore in seconda del Dunstable, per poi dedicarsi all'attività di commentatore sportivo.

## Palmarès

### Club

#### Competizioni nazionali
- Second Division: 2

Chelsea: 1983-1984, 1988-1989
- Full Members Cup: 2

Chelsea: 1985-1986, 1989-1990

### Individuale
- Capocannoniere della Third Division: 1

1982-1983 (26 reti)

## Curiosità
- Dopo il ritiro dal professionismo Dixon è divenuto il proprietario di un sito di fan del Chelsea, e collabora tuttora con l'emittente televisiva del club.